# Керамика Саладо

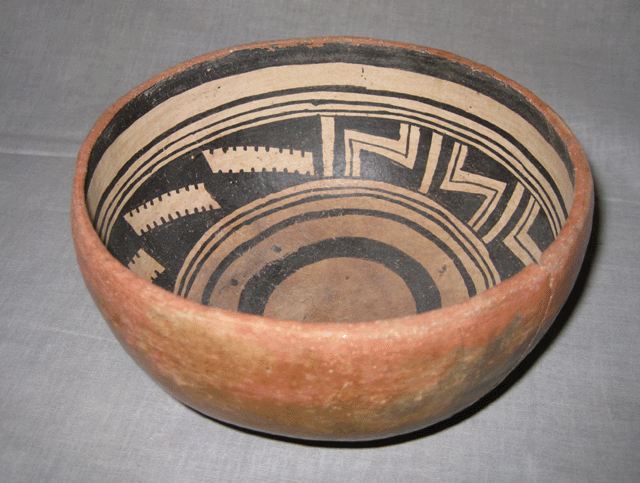
Стиль Gila Polychrome

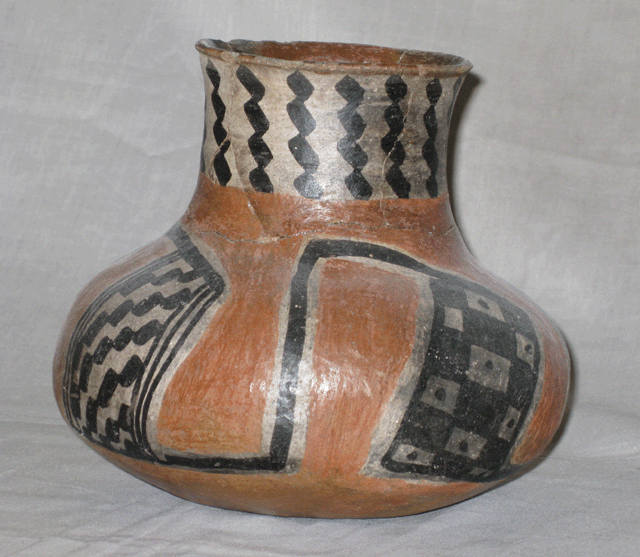
Стиль Tonto Polychrome

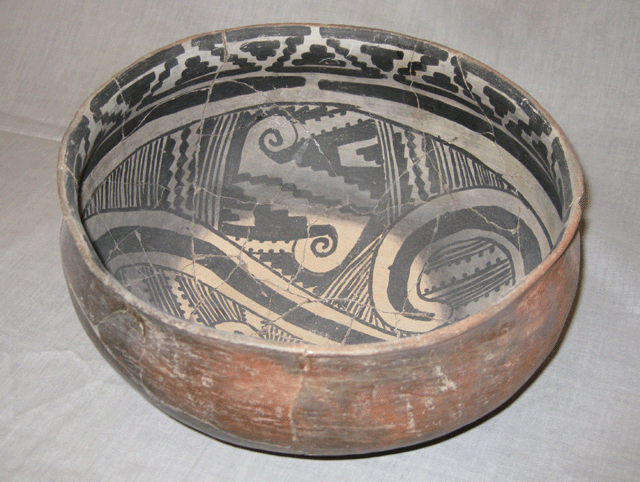
Стиль Cliff Polychrome

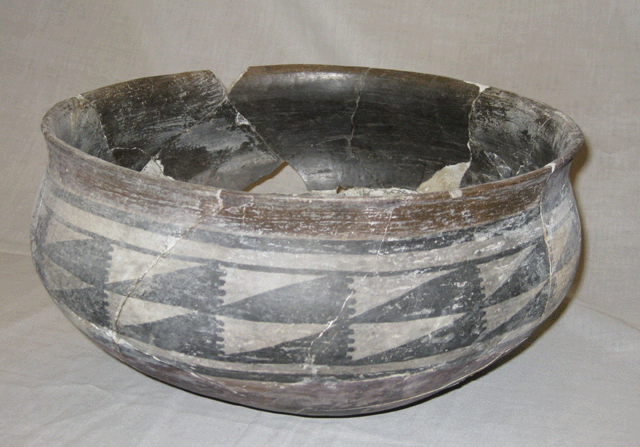
Стиль Dinwiddie Polychrome

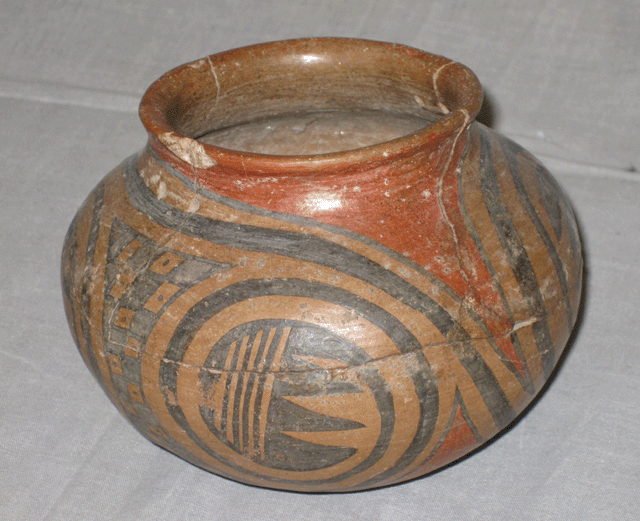
Стиль Escondida Polychrome (Мексика)

Красная (полихромная) керамика Рузвельт (Саладо), англ. Roosevelt Red Ware, англ. Salado Red Ware, англ. Salado Polychrome — традиция керамики, распространённой в поздний доевропейский период (около 1280—1450 гг, по данным дендрохронологии) на территории штатов Аризона и Нью-Мексико. Два названия керамики связаны с озером Рузвельт, близ которого найдены многие её образцы, и с культурой Саладо, для которой данная керамика является одним из характерных признаков.

## Типология
- Pinto Polychrome (наиболее ранний тип)
- Pinto Black-on-red (тот же период)
- Gila Polychrome
- Gila Black-on-red
- Tonto Polychrome
- Cliff Polychrome
- Nine Mile Polychrome
- Phoenix Polychrome
- Dinwiddie Polychrome
- Los Muertos Polychrome
- Cliff White-on-red
- Мексиканские разновидности